# Olof
Cette page présente le prénom Olof ainsi que ses variantes.
Olof est un prénom masculin scandinave, dérivé du vieux norrois Óláfr, qui vient lui-même du proto-norrois *Anulaibaʀ, formé des éléments *anu- « ancêtre » et *-laibaʀ « héritier » ; c'est l'équivalent suédois du prénom Olaf (ou Olav), porté principalement en Norvège et au Danemark, et du prénom Ólafur, porté en Islande.
Le prénom Olof est à l'origine du patronyme suédois Olofsson qui signifie « Fils de Olof ».

## Personnalités royales
- Olof Ier de Suède, roi de Suède du IXe siècle ;
- Olof II de Suède, personnage semi-légendaire qui fut co-roi de Suède vers 970/980 ;
- Olof III de Suède (980–1022), premier roi chrétien de Suède ;
- Olof le Suédois, roi de Danemark de la fin du IXe siècle ou du début du Xe siècle.

## Autres personnalités portant ce prénom
- Pour l'ensemble des articles sur les personnes portant ce prénom, consulter :
  - la liste des articles dont le titre commence par ce prénom
  - les listes produites par Wikidata : Liste des personnes de prénom « Olof » — même liste en incluant les éventuels prénoms composés qui contiennent « Olof ».
- Jon Olof Åberg (1843-1898), écrivain suédois.